# Magny-lès-Auxonne
Magny-lès-Auxonne était une commune française, située dans le département de la Côte-d'Or et la région Bourgogne-Franche-Comté. La commune a disparu officiellement le 1er janvier 1860 à la suite de la fusion avec sa voisine Montarlot. La nouvelle commune s'appelle Magny-Montarlot.